# Micropholis submarginalis
Espèce
Classification phylogénétique
Statut de conservation UICN

 EN  : En danger
Micropholis submarginalis est une espèce de plantes à fleurs du genre Micropholis et de la famille des Sapotaceae.